# Juan Manuel Muñoz Curiel
Juan Manuel Muñoz Curiel OFM (ur. 12 marca 1958 w Guadalajarze) – meksykański duchowny katolicki, biskup pomocniczy Guadalajary od 2018.

## Życiorys

### Prezbiterat
O. Juan Curiel jest inżynierem agronomii. Obronił pracę doktorską z teologii duchowości na rzymskim Antonianum. Święcenia kapłańskie przyjął 3 lipca 1993. Był wykładowcą akademickim, formatorem młodych braci, sekretarzem prowincji i prowincjałem macierzystej Prowincji św. Franciszka i Jakuba Apostoła w Zapopan w Meksyku.

### Episkopat
2 lutego 2018 papież Franciszek mianował go biskupem pomocniczym archidiecezji Guadalajara, ze stolicą tytularną Tucci. Sakry udzielił mu 21 kwietnia 2018 kardynał Francisco Robles Ortega.